# 沈德寶莉
沈德寶莉（洋名：Deborah Sims），菲力偉健美中心創辦人菲力艾雲（Edwin John Phillips）的前妻，香港著名的女演员以及健身美容界名人，1997年香港十大傑出青年得主。2013年11月30日與交往9年的英籍男友基思·斯托達特（Keith Stoddart）結婚。

## 參演電影
- 《平安夜》 1985年
- 《最后一战》 1987年